# JEI English TV
JEI English TV는 재능교육 소속의 케이블 TV로써, 대한민국의 최초로 영어 교육을 전문으로 하는 채널이다. G-TELP, TOEFL, TOEIC과 관련된 정보를 주로 방송하거나 영어 애니메이션을 방송하기도 한다.

## 같이 보기
- EBS English